# Grote Prijs Raf Jonckheere 1959
De 9e editie van de Belgische wielerwedstrijd Grote Prijs Raf Jonckheere werd verreden op 27 juli 1959. De start en finish vonden plaats in Westrozebeke. De winnaar was Gilbert Desmet I, gevolgd door André Noyelle en Henri Denys.

## Uitslag
| Grote Prijs Raf Jonckheere 1959 |                  |                          |      |
| Plaats                          | Naam             | Ploeg                    | Tijd |
| Winnaar                         | Gilbert Desmet I | Faema-Guerra             |      |
| 2                               | André Noyelle    | Bertin-Milremo-The Dura  |      |
| 3                               | Henri Denys      | Groene Leeuw-Sinalco-SAS |      |

1951 · 1952 · 1953 · 1954 · 1955 · 1956 · 1957 · 1958 · 1959 · 1960 · 1961 · 1962 · 1963 · 1964 · 1965 · 1966 · 1967 · 1968 · 1969 · 1970 · 1971 · 1972 · 1973 · 1974 · 1975 · 1976 · 1977 · 1978 · 1979 · 1980 · 1981 · 1982 · 1983 · 1984 · 1985 · 1986 · 1987 · 1988 · 1989 · 1990 · 1991 · 1992 · 1993 · 1994 · 1995 · 1996 · 1997 · 1998 · 1999 · 2000 · 2001 · 2002 · 2003 · 2004 · 2005 · 2006 · 2007 · 2008 · 2009 · 2010 · 2011 · 2012 · 2013 · 2014 · 2015 · 2016 · 2017 · 2018 · 2019 · 2020 · 2021 · 2022